# Vincenzo Anastagi

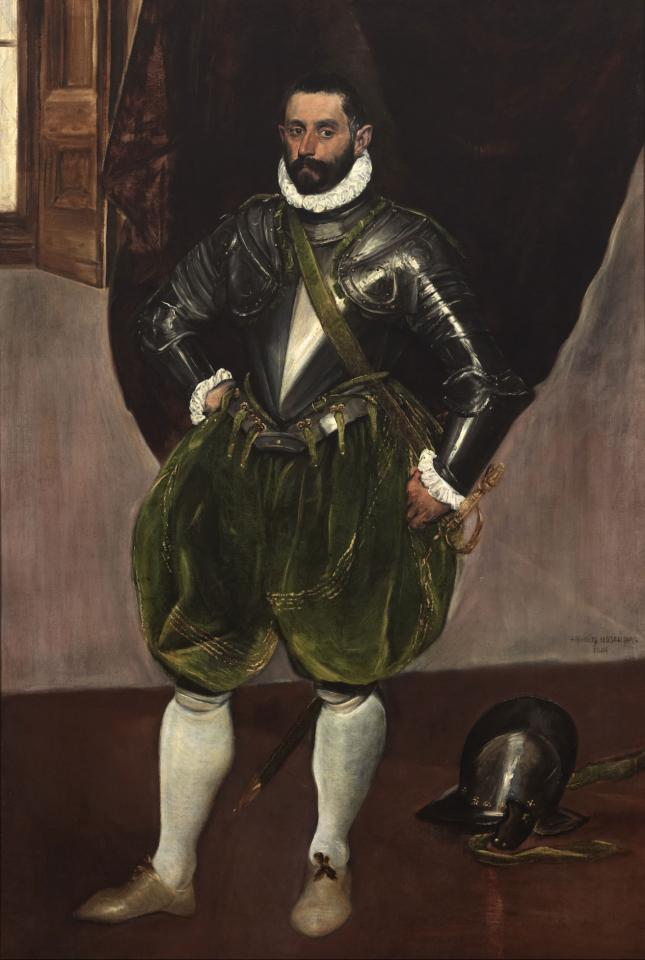
Portret van Vincenzo Anastagi door El Greco.

Vincenzo Anastagi (overleden: 1585) was een Italiaanse ridder in de Orde van Malta. Hij had in 1565 deelgenomen aan het Beleg van Malta, slechts twee jaar eerder werd hij in de Orde opgenomen. Tijdens die slag leidde hij op 7 augustus een belangrijke uitval waardoor de ridders van Malta de gelegenheid kregen om op adem te komen. In 1585 werd hij benoemd tot kapitein van de Galera Capitana, maar werd vervolgens door twee collega-ridders vermoord.
Zijn portret is geschilderd door El Greco ergens tussen 1571 en 1576.